# U
|  | Per a altres significats, vegeu «U (desambiguació)». |

La U és la vint-i-unena lletra de l'alfabet català i cinquena de les vocals. El seu nom és u.
L'origen d'aquesta lletra es troba en la majúscula de la ve que a l'edat mitjana es va diferenciar com una altra lletra per distingir-ne els dos sons.

## Fonètica
En català representa el so de la vocal posterior més tancada /u/ (ruc, pallús) o la semivocal /w/ (babau).
En cas de complir les normes ortogràfiques d'accentuació s'escriurà sempre amb accent agut: Ú.
També es pot escriure amb dièresi (ü) per dos motius diferents:
- Per marcar que és hiat, quan la normativa no permet accentuar per diferenciar-ho: diürn, taüt.
- Per provocar la pronunciació de la lletra ü en els dígraf gue /ge/, gui /gi/, de manera que soni la u: pingüí /pingwí/,

Dialectalment i en l'escriptura antiga era utilitzat a València en lloc de la conjunció o i en el català oriental en lloc del pronom feble «ho».

## Significats de la lletra U
- Bioquímica: en majúscula és el símbol de l'uracil.
- Educació: Indica universitat.
- Lingüística: És el nom d'una llengua minoritària de la Xina.[cal citació]
- Química: en majúscula és el símbol de l'element químic Urani
- Matemàtiques: nom del nombre 1. La forma més simple de la majúscula (sense cursives ni adorns) és el símbol de la unió de conjunts. També indica unitat.

## Símbols derivats o relacionats
| Caràcter | Descripció              | Unicode (maj./min.) | Html (maj./min.)  | Notes d'ús                                |
| -------- | ----------------------- | ------------------- | ----------------- | ----------------------------------------- |
| Ù        | U amb accent greu       | U+00D0 U+00F0       | &Ugrave; &ugrave; | català, italià, etc.                      |
| Ú        | U amb accent agut       | U+00DA U+00FA       | &Uacute; &uacute; | català, castellà, hongarès, etc.          |
| Û        | U amb accent circumflex | U+00DB U+00FB       | &Ucirc; &ucirc;   | francès, gal·lès, etc.                    |
| Ü        | U amb dièresi           | U+00DC U+00FC       | &Uuml; &uuml;     | català, castellà, alemany, hongarès, etc. |
| Ũ        | U amb titlla            | U+0168 U+0169       |                   | lituà                                     |
| Ŭ        | U amb breu              | U+016C U+016D       |                   | esperanto                                 |
| Ū        | U amb màcron            | U+016A U+016B       |                   | pinyin                                    |
| Ů        | U amb cercle superior   | U+016E U+016F       |                   | txec                                      |
| Ǔ        | U amb anticircumflex    | U+01D3 U+01D4       |                   | pinyin                                    |
| Ű        | U amb doble accent agut | U+0170 U+0171       |                   | hongarès                                  |
| Ų        | U amb ogonek            | U+0172 U+0173       |                   | polski                                    |
| Ụ        | U amb punt inferior     | U+1EE4 U+1EE5       |                   |                                           |